# Phần mềm miễn phí
Phần mềm miễn phí (tiếng Anh: freeware) là phần mềm mà người sử dụng không phải trả bất kỳ chi phí nào, không hạn chế thời gian sử dụng, có thể tải tự do về dùng từ Internet, có thể sao chép và sử dụng phần mềm đó. Ngoài trừ việc chấp nhận cung cấp một số thông tin như địa chỉ thư điện tử (email) và một số thông tin cá nhân khác nếu có. Người sử dụng phải chịu hoàn toàn trách nhiệm với những thỏa thuận bản quyền cam kết giữa hai bên.

## Mô hình
Có nhiều mô hình phần mềm miễn phí khác nhau. Phần mềm miễn phí là một thuật ngữ bao trùm trong đó bao gồm cả những cách hạ giá hơn giá trị thực (trong các dạng phần mềm dùng thử và phần mềm quảng cáo).
Freeware (từ "free" và "software") là phần mềm máy tính có thể dùng miễn phí hoặc lệ phí tùy chọn. Những phần mềm mang tính thương mại thỉnh thoảng được đề cập như phần mềm trả tiền.

## Lịch sử
Thuật ngữ freeware được đặt ra bởi Andrew Fluegelman khi ông ta muốn bán một chương trình truyền thông do chính Andrew tạo nên tên là PC-Talk nhưng ông ta không muốn sử dụng cách thức phân phối truyền thống vì vấn đề chi phí. Fluegelman đã bán PC-Talk thông qua một chương trình mà hiện nay được nhắc đến như phần mềm chia sẻ. Việc sử dụng thuật ngữ phần mềm miễn phí hiện nay không còn nhất thiết phải giống với định nghĩa gốc của Andrew Fluegelman.

## Quan điểm
Phần mềm được phân loại là phần mềm miễn phí thường có những tính năng như không bị giới hạn thời gian lẫn chi phí, tiền bạc hoặc các vấn đề khác. Freeware có thể là phần mềm độc quyền với giá chỉ bằng 0. Tác giả thường hạn chế một hoặc nhiều quyền để sao chép, phân phối, và làm sản phẩm phát sinh của phần mềm. giấy phép phần mềm có thể áp đặt các hạn chế về loại hình sử dụng như cá nhân sử dụng, không ủy quyền, không kinh doanh, học tập, sử dụng thương mại hay bất cứ kết hợp nào của những điều này. Ví dụ, giấy phép có thể trở nên "miễn phí cho cá nhân nhưng không sử dụng vào thương mại".
Theo đó, phần mềm miễn phí có thể hoặc cũng không làphần mềm tự do và nguồn mở, để phân biệt, Tổ chức phần mềm miễn phí đề nghị người dùng đưng gọi "freeware" phần mềm miễn phí. Sự khác biệt chủ yếu là phần mềm miễn phí có thể được sử dung, nghiên cứu, và thay đổi không hạn chế; phần mềm tự do thể hiện quan điểm chấp nhận sự tự do sử dụng, trong khi freeware thì tự do nạp vào. Freeware cũng khác với shareware; buộc người sử dụng phải trả tiền sau một thời gian dùng thử hoặc để có được chức năng bổ sung.